# 1.ª Brigada Provisional de Marines
La 1.ª Brigada Provisional de Marines (del inglés: 1st Provisional Marine Brigade) fue una brigada de infantería de marina perteneciente al Cuerpo de Marines de los Estados Unidos que existió periódicamente entre el año 1912 y el año 1950. Fue una unidad ad hoc organizada para operaciones específicas y no era considerada una unidad "permanente" del Cuerpo de Marines.
La brigada se vio involucrada en cinco breves activaciones para servicio a lo largo de un periodo de 40 años. Fue creada por primera para servir en Cuba después de la Rebelión Negra, la brigada no fue activada nuevamente hasta el año 1941 cuando fue rápidamente organizada a partir del 6.º Regimiento de Marines para guarnecer Islandia después de la ocupación de ese país por tropas británicas durante la Segunda Guerra Mundial. La brigada vio servicio una vez más durante la Batalla de Guam en el Teatro de Operaciones del Pacífico, realizando un desembarco anfibio en el sector de la isla y reduciendo la resistencia de las tropas japonesas. Fue activada una vez más en un breve cambio organizacional después de la guerra.
La brigada fue formada nuevamente en el año 1950 cuando fue rápidamente conformada para prestar servicio en la guerra de Corea. La brigada participó en un contraataque en Masan antes de reforzar a unidades del Ejército de Estados Unidos durante la Batalla del Perímetro de Pusan y en la primera y segunda batallas de la Saliente de Naktong a lo largo del río Naktong. La brigada fue desactivada por última vez cuando fue fusionada con la 1.ª División de Marines.

## Organización
La 1.ª Brigada Provisional de Marines varió en tamaño y estructura cada vez que fue creada. La Compañía de Cuartel General y Servicios, la compañía que comprende el personal del cuartel general y del personal de apoyo, era mucho más pequeña que la compañía equivalente en la Brigada Expedicionaria de Marines. A cada iteración de la brigada le eran asignadas compañías y pelotones de policía militar, comunicaciones y otras especialidades de apoyo. Esto no era una práctica desconocida para el Cuerpo de Infantería de Marina de Estados Unidos, que creaba regularmente tales unidades ad hoc durante la guerra. Durante la Segunda Guerra Mundial se formaron otras días brigadas provisionales de infantería de marina, que finalmente fueran expandidas a divisiones.
Las unidades componentes también variaban considerablemente. En su primera iteración en el año 1912, la brigada tenía solo 1200 hombres en dos regimientos provisionales. Cuando se reconstituyó para servicio en Islandia en el año 1941, estuvo basada en voluntarios de la 2.ª División de Marines. Los voluntarios de la división fueron asignados al 1.er, 2.º y 3.er batallones del 6.º Regimiento de Marines, y el 2.º batallón del 10.º Regimiento de Marines. Tomó 4095 hombres de la Compañía A del 2.º Batallón de Tanques, la Compañía A del 2.º Batallón de Abastecimiento y pelotones de paracaidistas y de antitanques. En su iteración del año 1944, la brigada era mucho más grande que una brigada estándar, 9886 soldados, constituida alrededor del 4.º Regimiento de Marines y del 22.º Regimiento de Marines, con compañías provisionales de cuartel general, policía militar y de comunicaciones, y un batallón provisional de artillería.
La organización de la brigada durante la guerra de Corea, con una fuerza de 4725, estuvo basada alrededor del 5.º Regimiento de Marines y apoyada por el 33.er Grupo Aéreo del Cuerpo de Marines, incluyendo compañías de policía militar, reconocimiento y de inteligencia. La fuerza de ataque incluía al 1.er Batallón, al 2.º Batallón y al 3.er Batallón del 5.º Regimiento de Marines así como compañías de apoyo del 1.er Batallón de Ingenieros de Combate, 1.er Batallón de Sanidad, 1.er Batallón de Transporte Motorizado,1.er Batallón de Pertrechos de Guerra, 1.er Batallón de Servicios, 1.er Batallón de Comunicaciones, 1.er Batallón de Tanques, 1.ª Compañía de Tractores Anfibios y el 1.er Grupo de Logística.
En cada una de sus iteraciones, la brigada no fue organizada como una formación permanente. Normalmente era creada solo como una unidad de primera línea temporal mientras unidades más grandes del Cuerpo de Marines eran organizadas. Luego la brigada era absorbida con estas para formar una división de infantería de marina. La brigada del año 1942 se fusionó con la 2.ª División de Marines, la brigada del año 1944 fue la base para la formación de la nueva 6.ª División de Marines y la brigada del año 1950 actuó como una fuerza de avanzada para la recientemente reactivada 1.ª División de Marines antes de fusionarse con la nueva unidad.

## Historia

### Cuba
La 1.ª Brigada Provisional de Marines fue creada por primera vez en el año 1912 para prestar servicio de ocupación en Cuba. A principios de ese año, la Rebelión Negra había surgido a través de Cuba entre los antiguos esclavos negros. El 22 de mayo fue organizado un 1.er Regimiento Provisional de Marines de 450 hombres al mando del coronel Lincoln Karmany en Filadelfia, Pensilvania. Al mismo tiempo, se organizó un 2.º Regimiento Provisional de Marines de 750 hombres al mando del coronel James Mahoney en Key West, Florida. Los dos regimientos zarparon en dirección a Cuba a bordo del USS Prairie, con el 1.er Batallón 2.º Regimiento, desembarcando en La Habana y el resto de la fuerza en Guantánamo. Allí ellos se combinaron para formar la 1.ª Brigada Provisional de Marines a principios de junio al mando de Karmany, luego los marines a se dispersaron en la Provincia de Oriente, ocupando 26 pueblos y controlando todo el tráfico ferroviario en el área. Los infantes de marina protegieron las plantaciones de azúcar en Siboney y El Cobre hasta finales de julio cuando el gobierno cubano fue capaz de reprimir la revolución. En ese momento, los marines regresaron a Guantánamo, devolvieron la brigada y regresaron a Estados Unidos.
Otra 1.ª Brigada Provisional de Marines fue creada nuevamente durante la ocupación de Haití. Sin embargo, esta brigada no fue considerada una unidad "provisional" y mantuvo una presencia permanente en Haití entre el año 1915 y 1934. La 1.ª Brigada de Marines era considerada un linaje de unidad separado y fue reactivada en el año 1941 y expandida para formar la 1.ª División de Infantería de Marina.

### Segunda Guerra Mundial

#### Islandia

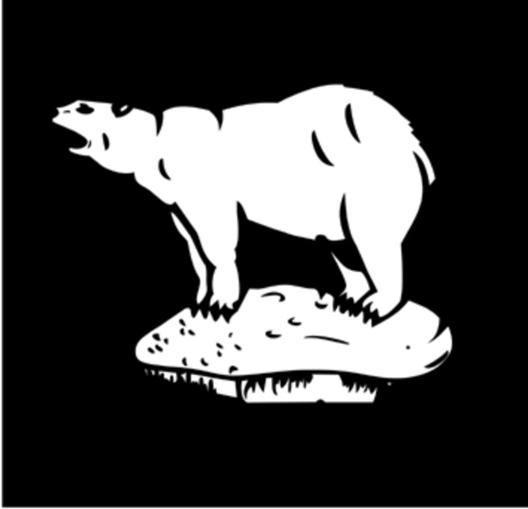
La insignia de la 49.ª División de Infantería (West Riding) británica que fue usada brevemente por la 1.ª Brigada Provisional de Marines en Islandia.

En mayo de 1940, durante la Segunda Guerra Mundial, el Reino Unido inició una invasión de Islandia que era políticamente neutral, temiendo de que otra forma caería frente a las fuerzas de la Alemania Nazi que recientemente había conquistado Dinamarca. La población nativa de Islandia generalmente se oponía a la ocupación británica, pero en vez prefería a las tropas de Estados Unidos, que en ese momento también era neutral. Islandia firmó un acuerdo de defensa con Estados Unidos en el que tropas estadounidenses serían estacionadas en la nación isla. El Cuerpo de Marines de los Estados Unidos rápidamente organizó la 1.ª Brigada Provisional de Marines en Charleston, Carolina del Sur, para moverla a Islandia como parte del acuerdo. La brigada fue activada por primera vez el 14 de julio de 1941. Sus elementos fueron tomados de la 2.ª División de Marines, que estaba entrenando en centro de reclutamiento de San Diego y en el Campamento Elliott, ambos ubicados en San Diego, California. Esta se formó con una fuerza de 4.095 hombres. Ellos fueron los primeros de 28 000 hombres que ocuparon Islandia al mando del mayor general Holland M. Smith y su 1.ª División de Marines. Mientras la 1.ª División estaba organizándose, la Brigada Provisional guarnecería Islandia. Sin embargo, las prioridades pronto cambiaron y la 1.ª División fue destinada a otro lugar. De esta forma a la 1.ª Brigada Provisional de Marines se le unirían unidades del Ejército de Estados Unidos.

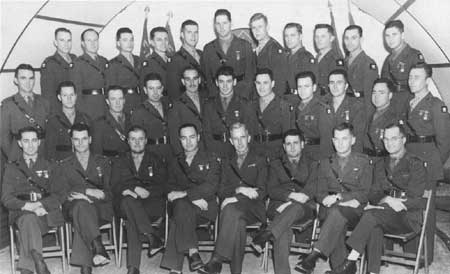
Oficiales de la 1.ª Brigada Provisional de Marines posan para una fotografía en Islandia en el año 1941.

Bajo el mando del coronel Leo D. Hermle y del brigadier general John Marston, la brigada zarpó desde San Diego a Charleston a bordo de los transportes de ataque USS Heywood, USS Fuller y USS William P. Biddle. Allí, ellos se reunieron con buques adicionales que llevaban sus suministros así como los elementos restantes de la brigada, el 5.º Batallón de Defensa. A estos elementos se les unieron el USS Orizaba, el USS Arcturus y el USS Hamul el 27 de junio. Ellos fueron escoltados por la Fuerza de Tareas 19, una flota de 25 buques de guerra de la Armada incluyendo los acorazados USS Arkansas y USS New York así como los cruceros USS Brooklyn y USS Nashville. La fuerza se detuvo en Newfoundland, antes de continuar hacia Islandia, desembarcando en Reikiavik el 7 de julio. Allí relevaron a la 49.º División de Infantería británica en el control de algunas áreas del país, mientras que los británicos continuaron administrando el resto.
Los comandantes británicos distribuyeron a la 1.ª Brigada Provisional de Marines en campamentos por toda el área de Reykjavik, para actuar como una fuerza de emergencia que pudiera contrarrestar rápidamente cualquier invasión alemana. Los británicos le dieron su parche divisionario a la brigada, que fue llevado por estos por el resto de su estancia en Islandia. A los marines se les unieron unidades del Ejército de Estados Unidos y del Cuerpo Aéreo del Ejército en agosto de 1941. Las tropas de la 1.ª Brigada Provisional de Infantería de Marina pasaron la mayor parte de su tiempo en Islandia construyendo infraestructura y bases para fortificarla contra un potencial ataque alemán. El 22 de septiembre, la división británica abandonó Islandia y el mando fue asumido por el Ejército de Estados Unidos. Durante el invierno de 1941 a 1942 la brigada no participó en combates y pasó la mayor parte de su tiempo intentando construir fortificaciones y entrenando para el combate, obstaculizada por la carencia de suministros, equipo de comunicaciones, transporte y buen clima. Aparte de ocasionales aviones de reconocimiento alemanes, ninguna fuerza alemana llegó a Islandia.
Después del ataque a Pearl Harbor el 7 de diciembre, los hombres fueron informados que ellos serían redesplegados desde Islandia a comienzos del año 1942 y que probablemente verían combate en el Teatro del Pacífico. En enero de 1942, la brigada comenzó a volver a Estados Unidos, una batallón a la vez. Elementos de la brigada gradualmente fueron relevados por unidades del ejército y regresaron a la ciudad de Nueva York a bordo del McCawley y el USS Boringuen hasta marzo de 1942, cuando la brigada entera se encontró en Nueva York. La brigada fue desbandada en la ciudad de Nueva York el 25 de marzo de 1942 y sus elementos componentes fueron reasignados a la 2.ª División de Marines. La mayoría de ella fueron inmediatamente despachadas a California y para el final del año la mayor parte de los infantes de marina habían sido transferidos a unidades que se encontraban combatiendo en la Campaña de Guadalcanal.

#### Guam

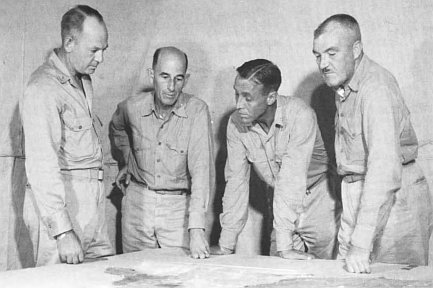
Lemuel C. Shepherd (izquierda) discute con miembros de su estado mayor durante la planificación previa a la operación en Guam.

El 18 de abril de 1944, la 1.ª Brigada Provisional de Marines fue nuevamente activada, esta vez en Guadalcanal, y puesta en reserva por un tiempo, al mando del brigadier general Lemuel C. Shepherd. En julio, fue enviada a las Islas Marshall para la planificada invasión de Guam, una isla bajo el control del Imperio del Japón. Esta brigada mucho más grande fue organizada alrededor del 4.º y 22.º regimientos de infantería de marina con unidades de apoyo y comprendía 9886 infantes de marina. La brigada fue asignada al III Cuerpo Anfibio, una fuerza de casi 67 000 hombres, en preparación a la invasión de las playas del sur de Guam el 15 de julio, en conjunto con un desembarco al norte realizado por una fuerza del Ejército de 4500 hombres compuesta por el 305.º Regimiento de Infantería y el 77.º Regimiento de Infantería. La brigada comenzó a entrenar en Guadalcanal en conjunto con la 3.ª División de Marines. Luego, a principios de julio, las dos formaciones avanzaron por etapas a través del Atolón de Eniwetok en preparación para la invasión.

Un mapa de la campaña del año 1944 realizada por los marines para recapturar Guam.

El 21 de julio a las 08:32 el 22.º Regimiento desembarcó en la playas de los alrededores de Agat mientras que el 4.º Regimiento desembarcó en Bangi Point al norte. Oponiéndose a los desembarcos estadounidenses había 22 000 soldados japoneses acuartelados en la isla. Los combates más intensos ocurrieron a las otras unidades del III Cuerpo Anfibio más al norte, las que rechazaron fuertes contraataques japoneses. La 1.ª Brigada Provisional de Marines encontró resistencia ligera en las playas del sur, pero sin embargo combatió contra una substancial fuerza japonesa que ocupaba Gaan Point, entre las zonas de desembarco de los dos regimientos. Los defensores japoneses habían construido fortificaciones en ese punto, incluyendo cañones de montaña Tipo 41 de 75 mm que habían pasado si ser detectados por los esfuerzos de reconocimiento estadounindenses, usándolos para inmovilizar 20 vehículos anfibios que apoyaban al 22.º Regimiento y demoraron su avance. El 22.º Regimiento subsecuentemente pasó la mayor parte del día capturando la punta contra fuerte resistencia japonesa. Finalmente su 1.er Batallón 22.Regimiento fue capaz de capturar Agat y el 2.º Batallón tomó el Monte Alifan, a 1 km al interior. Mientras tanto, el 1.er Batallón del 4.º Regimiento capturó Bangi Point con apoyo de su 3.er Batallón. Ellos comenzaron un avance hacia el Monte Alifan pero fueron demorados por una fiera resistencia japonesa al interior de la isla. Al anochecer los japoneses montaron un gran y coordinado contraataque que fracasó. Para el final del día, el 4.º y 22.º Regimiento estaban manteniendo posiciones a 2 km al interior de la isla a lo largo de un frente de 4500 m. El 305.º Equipo Regimental de Combate apoyó a los marines por varios días antes de reunirse con el resto de la 77.ª División de Infantería en el norte. La 1.ª Brigada estaba a 7 millas (11,3 km) al sur de la zonas de desembarco de la 3.a División de Infantería de Marina y de la 77.ª División de Infantería ubicadas en el norte de Asan. Para el 25 de julio, las dos fuerzas cortaron la Península de Orote entre las dos zonas de desembarco y la brigada giró hacia el oeste y limpió la península hasta el 29 de julio contra fuerte resistencia, matando aproximadamente 2,500 japoneses. Luego avanzó hacia el norte en un movimiento de barrido con el 4.º de Infantería de Marina a su derecha, en el flanco occidental y el 22.º de Infantería de Marina a su izquierda, en el flanco oriental, hasta hacer contacto con las fuerzas amigas en las zonas de desembarco en las playas del norte.
Para el 28 de julio, la 3.ª División de Marines y la 77.ª División de Infantería habían formado un flanco continuo y estaban avanzando hacia el norte. El 6 de agosto, la brigada se unió a ellos a la izquierda, en el flanco occidental. Allí, las fuerzas japonesas organizaron su última defensa en las fortificaciones restantes, y los reductos en el Monte Santa Rosa fueron limpiados el 8 de agosto, la Punta Ritidian el 10 de agosto y la Punta Pati ese mismo día. La isla fue declarada "oficialmente" segura a las 11:31 del 10 de agosto, después de que 11 000 muertos japoneses hubieran sido contados. Sin embargo, miles de soldados japoneses huyeron hacia los bosques de Guam después de los combates, y las operaciones de limpieza continuaron mucho después de que la isla fuera declarada segura. Para el Día de la Victoria sobre Japón, la isla le había costado a los japoneses 18 400 muertos y 1250 prisioneros, y a los estadounidenses 1700 muertos y 6000 heridos. La 1.ª Brigada Provisional de Marines solo asistió en la operaciones de limpieza durante un mes. El 4.º Regimiento de Marines se movió a lo largo de la costa norte mientras que el 22.º Regimiento de Marines patrullaba el interior al sur.
El 9 de septiembre de 1944, la brigada fue desactivada y sus elementos fueron enviados a Guadalcanal donde la nueva 6.ª División de Marines se estaba formando. La división fue activada el 25 de septiembre de 1944. La mayoría de las unidades de la Brigada Provisional de Marines fueron transferidas al mando de la 6.ª División de Marines. Se agregó al 29.º Regimiento de Marines para formar la división.

### Después de la guerra
La 1.ª Brigada Provisional de Marines fue brevemente reformada en la posguerra el 1 de junio de 1947, para aumentar al 1.er  Batallón del 11.º Regimiento. La unidad sirvió como una fuerza de contingencia para el área del Océano Pacífico, basada en Camp Witek, Guam. Sin embargo, el gasto militar de posguerra fue cortado drásticamente, la brigada en ese momento estaba lejos subdotada, y era considerada solo una "unidad de papel". Fue nuevamente "rebajada" y redesignada como el 1.er Batallón Provisional de Artillería el 1 de octubre de 1947.

### Guerra de Corea

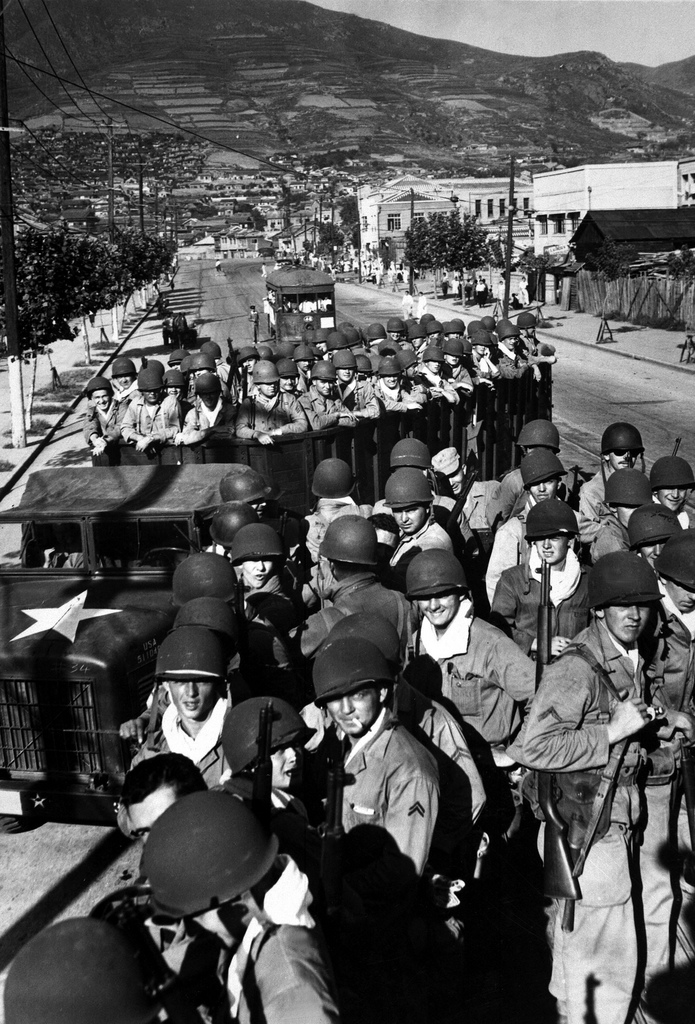
Infantes de marina desembarcan en Pusan en camino a las líneas del frente en agosto de 1950.

El Cuerpo de Marines, que había sido drásticamente reducido en tamaño después de la Segunda Guerra Mundial, no estaba preparado en el momento del inicio de la guerra de Corea el 25 de junio de 1950. El Estado Mayor Conjunto de Estados Unidos le ordenó al Cuerpo de Infantería de Marina que alistara una división de 15 000 hombres para prestar servicio en Corea como una parte del Comando de las Naciones Unidas que estaba siendo formado allí. El Cuerpo de Infantería de Marina comenzó a reconstituir a la 1.a División de Infantería de Marina a su tamaño de tiempo de guerra, pero mientras tanto organizó una fuerza de 4725 hombres a partir del 5.º Regimiento de Marines para apoyar el esfuerzo de guerra lo más rápido posible. El 7 de julio la 1.ª Brigada Provisional de Marines fue reactivada en California. Una semana más tarde zarpó desde Long Beach y San Diego. El regimiento, que originalmente le había sido designado que desembarcara en Japón, no hizo esa escala y desembarco directamente en Pusan en Corea del Sur el 3 de agosto. Cuando zarpó hacia Corea, fue puesto bajo el mando del brigadier general Edward A. Craig, quien se había reunido con la brigada mientras se encontraba en el país. La brigada estaba apoyada por el 31.er Grupo Aéreo del Cuerpo de Marines y se convirtió en un unidad subordinada del Octavo Ejército de Estados Unidos al mando del teniente general Walton Walker, quien la colocó como su reserva.

#### Fuerza de Tareas Kean
La brigada fue movida inmediatamente a Masan, el flanco más occidental del Perímetro de Pusan, que el Octavo Ejército había organizado para resistir al ejército norcoreano que estaba intentando derrotar a las fuerzas de las Naciones Unidas. La brigada se unió a la 25.ª División de Infantería y al 5.º Equipo Regimental de Combate, al mando del mayor general William B. Kean. Las tres unidades juntas formaron la "Fuerza de Tareas Kean", una formación de aproximadamente 20 000 hombres.
El general Walker y el Octavo Ejército comenzaron a preparar una contraofensiva para el 6 de agosto, la primera realizada por las Naciones Unidades durante la guerra. Se iniciaría con un ataque por las unidades de reserva estadounidenses en el área de Masan para asegurar Chinju contra la 6.ª División norcoreana, seguida por un empuje general más grande hacia el río Kum a mediados de mes. Una de las metas de Walker era destruir una sospechosa concentración de tropas norcoreanas cerca de Taegu forzando una desviación hacia el sur de algunas unidades norcoreanas. El 6 de agosto, el Octavo Ejército entregó una directiva operacional para que la fuerza de tareas atacara. El plan del ataque era moverse hacia el oeste desde posiciones propias cerca de Masan, capturando el Paso Chinju y asegurando una línea tan lejos como el río Nam, y dependiendo de la llegada de toda la 2.ª División de Infantería estadounidense, así como de tres batallones adicionales de tanques estadounidenses que se encontraban en ruta desde Estados Unidos.
La Fuerza de Tareas Kean inició su ataque el 7 de agosto, moviéndose desde Masan. La 1.ª Brigada Provisional de Marines avanzó hacia Pansong, rápidamente infligiendo 350 bajas a los norcoreanos cuando destruyó el cuartel general de la 6.ª División norcoreana. Sin embargo, las otras unidades de la Fuerza de Tareas fueron demoradas por la resistencia norcoreana. La Fuerza de Tareas Kean presionó en el área de Chindong-ni, resultando en una confusa batalla donde la fragmentada fuerza tuvo que apoyarse en ataques aéreos y entregas aéreas para mantenerse efectiva. La ofensiva de la Fuerza de Tareas Kean había chocado con una otra ofensiva realizada simultáneamente por la 6.ª División norcoreana.
Fuertes combates continuaron en el área durante tres días. Para el 9 de agosto, las Fuerzas de Tareas Kean estaba lista para retomar Chinju. La Fuerza de Tareas, ayudada por el poder aéreo, inicialmente avanzó rápidamente aunque la resistencia norcoreana era fuerte. El 10 de agosto, los infantes de marina tomaron el avance, encontrándose por sorpresa con el 83.er Regimiento Motorizado norcoreano de la 105.ª División Blindada, que fue tomado fuera de guardia e intentó retroceder. Los F4U Corsair de la 1.ᵉʳ Ala Aérea del Cuerpo de Marines atacó repetidamente a la columna en retirada, infligiendo 200 bajas y destruyendo aproximadamente 100 del equipamiento de vehículos del regimiento, pero las fuerzas de la 1.ª Brigada Provisional de Marines no fueron capaces de continuar el ataque, ya que el 12 de agosto fueron redesplegadas a otra parte del perímetro. La Fuerza de Tareas Kean continuó su avance, apoyada por la artillería de campaña, capturando el área alrededor de Chondong-ni. En ese momento, el Octavo Ejército solicitó que varias de sus unidades fueran redesplegadas hacia Taegu para ser utilizadas en otra parte del frente, particularmente en la Saliente de Naktong.
Al final de la contraofensiva el 14 de agosto, la Fuerza de Tareas Kean había fallado en sus dos objetivos de distraer tropas norcoreanas desde el norte y alcanzar el paso Chinju pass. La 6.ª División norcoreana había sido reducida a entre 3000 y 4000 tropas y tuvo que rellenar sus filas con conscriptos surcoreanos recogidos desde Andong. Los combates en la región continuaron por el resto del mes.

#### Primera Batalla de la Saliente de Naktong

Un mapa táctico del Perímetro de Pusan en agosto de 1950.

Inmediatamente al norte de la línea, la 1.ª Brigada Provisional de Marines era necesitada desesperadamente para romper el estancamiento entre la 24.ª División de Infantería estadounidense y la 4.ª División de Infantería norcoreana. Comenzando a la medianoche entre el 5 y el 6 de agosto, los norcoreanos habían comenzado a cruzar el río Naktong en el sitio del transbordador Ohang, a 3,5 millas (6 km) al sur de Pugong-ni y al oeste de Yongsan, llevando armas ligeras y suministros encima de sus cabezas o en balsas. A las 02:00 de la mañana del 6 de agosto, los norcoreanos comenzaron a atacar al 3.er Batallón, 34.º Regimiento de Infantería y siguieron avanzando después de un corto combate, intentando penetrar las líneas en Yongsan. La infantería norcoreana forzó al 3.er Batallón a retroceder y el batallón abandonó su puesto de mando para consolidar sus posiciones. Los norcoreanos sorprendieron a los estadounidenses, quienes habían estado esperando un ataque desde más al norte, estos capturaron una gran cantidad de equipamiento estadounidense. El ataque amenazó con dividir las líneas estadounidenses y romper las líneas de abastecimiento hacia el norte.
Repetidos ataques estadounidenses resultaron en un estancamiento. Para la mañana del 7 de agosto, los norcoreanos fueron capaces de presionar y avanzar capturando la Colina Cloverleaf y la Cresta Oblong-ni, terreno crítico a lo largo del camino principal en el área de la saliente. Para las 16:00 de ese día, el 9.º Regimiento de Infantería, 2.ª División de Infantería, una unidad recientemente llegada, fue enviada a la región. El comandante de la 24.ª División de Infantería, el mayor general John H. Church ordenó inmediatamente atacar la Saliente de Naktong. A pesar de un tenaz ataque, el 9.º de Infantería solo fue capaz de reganar parte de la Colina Cloverleaf antes de que los intensos combates detuvieran su avance.

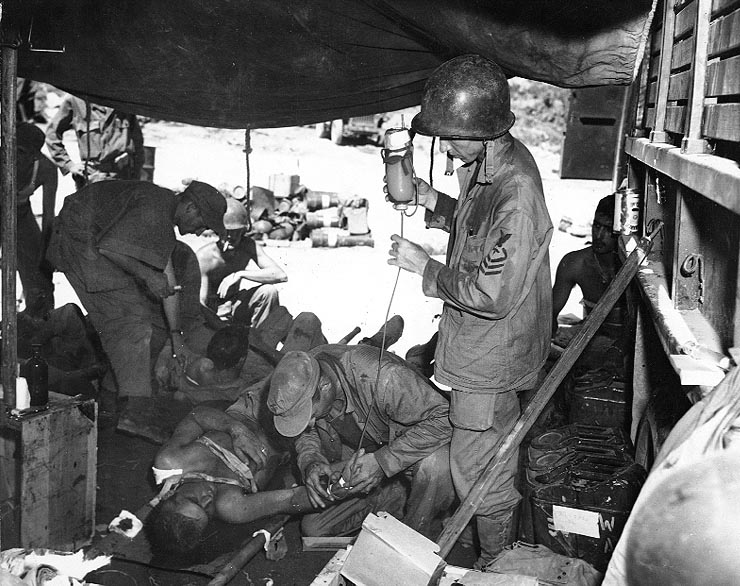
Personal sanitario de la Armada de Estados Unidos tratando una baja en la línea del frente el 17 de agosto.

La 4.ª División norcoreana mientras tanto había construido puentes sumergidos usando sacos de arena, troncos y rocas, finalizando el primero un día antes. Moviendo camiones y artillería pesada a través del río usando este puente, asó como infantería adicional y unos pocos tanques. Para la mañana del 10 de agosto cerca de dos regimientos norcoreanos completos habían cruzado el río y ocupaban posiciones fortificadas. Después de una serie de contraataques sin éxito, la amenaza a Yongsan obligó a traer más refuerzos estadounidenses. A medida que las bajas estadounidenses aumentaban, un frustrado Walker ordenó que la 1.ª Brigada Provisional de Infantería de Marina se dirigiera al área. Ellos montaron una masiva ofensiva contra la Colina Cloverleaf Hill y Obong-ni iniciándose a las 08:00 del 17 de agosto, utilizando todas las armas pesadas disponibles: artillería, morteros, tanques M26 Pershing y ataques aéreos.

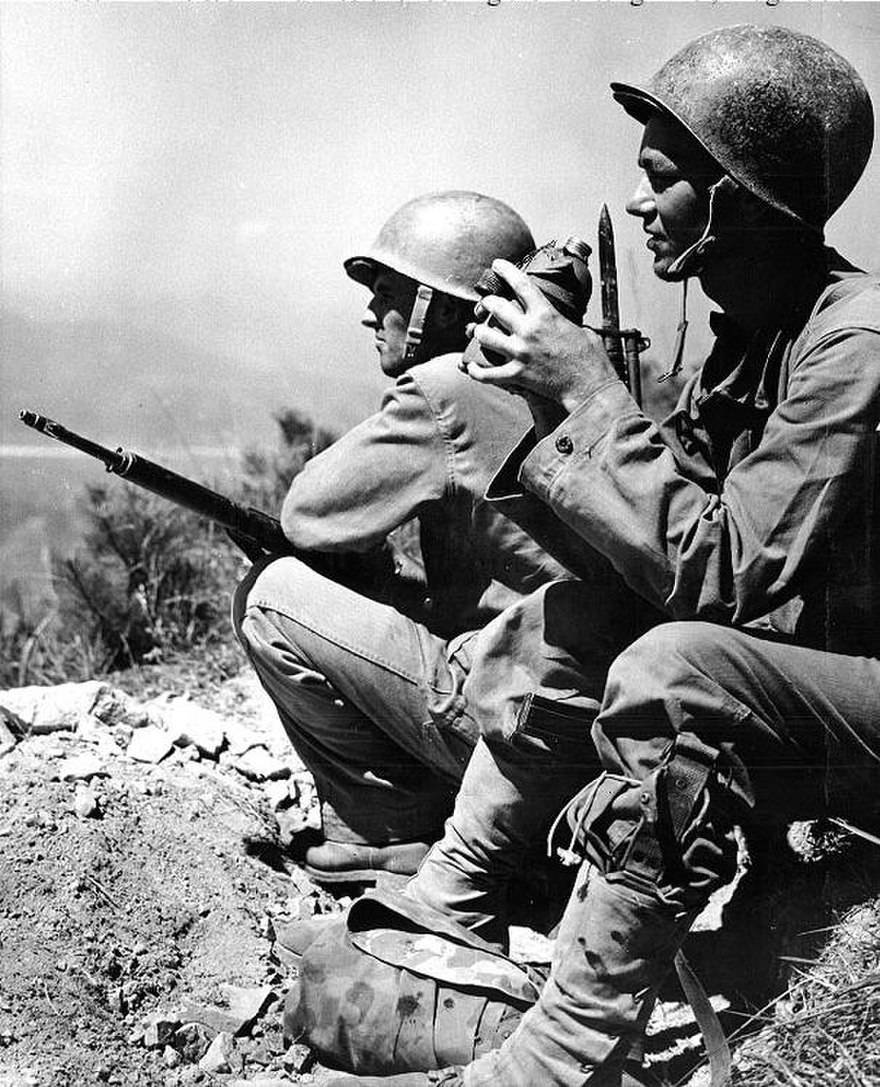
Marines estadounidenses descansan en posiciones recientemente capturadas desde las cuales se observa el río Naktong, 19 de agosto.

Al principio, la tenaz defensa norcoreana detuvo a los infantes de marina. El fuerte fuego indirecto forzó a los norcoreanos a abandonar sus posiciones antes de que los infantes de marina y la Fuerza de Tareas Hill los aplastara, una colina a la vez. Los infantes de marina se aproximaron primero a Obong-ni, destruyendo la resistencia en la ladera con un ataque aéreo y una barrera disparada con tanques estadounidenses, pero una fuerte resistencia causó fuertes pérdidas y tuvieron que retirarse. El 18.º Regimiento norcoreano, que controlaba la colina, montó un desastroso contraataque con la esperanza de hacer retroceder a los infantes de marina. Las exitosas previas tácticas de la división de cortar los suministros y utilizar la sorpresa fallaron al enfrentarse a la masiva superioridad numérica estadounidense.
Para el anochecer del 18 de agosto, la 4.ª División norcoreana había sido aniquilada; enormes cantidades de desertores habían debilitado sus filas durante los combates, pero para ese momento, Obong-ni y la Colina Cloverleaf habían sido retomadas por las fuerzas estadounidenses. Grupos dispersos de soldados norcoreanos huyeron a través del Naktong, perseguidos por aviones y el fuego de artillería estadounidenses. Al siguiente día, los restos de la 4.ª División se habían retirado cruzando el río. En su apresurada retirada, ellos abandonaron una gran cantidad de piezas de artillería y equipamiento que posteriormente fueron puestas en servicio nuevamente por parte de los estadounidenses.
La batalla causó fuertes bajas para ambos lados. Para el final de los combates, la 4.ª División norcoreana tenía solo entre 300 o 400 hombres en cada uno de sus regimientos. De los originales 7000 hombres, la división ahora tenía una dotación total de solo 3500, habiendo sufrido más de 1200 muertos. Varios miles de miembros de la división desertaron durante los combates. La mayoría de estos hombres eran civiles surcoreanos reclutados forzosamente en el Ejército Norcoreano. La 4.ª División norcoreana no se recobraría hasta mucho más tarde de transcurrida la guerra. La 1.a Brigada Provisional de Infantería de Marina informó de 66 infantes de marina muertos, 278 heridos y uno perdido. En total, las fuerzas estadounidenses sufrieron alrededor de 1800 bajas durante la batalla, con aproximadamente un tercio de estas siendo muertos en combate.

#### Segunda Batalla de la Saliente de Naktong
Para el 1 de septiembre, la 1.ª Brigada Provisional de Marines estaba reducida a 4290 hombres, habiendo sufrido 500 bajas en su mes de servicio en Corea y se estaba preparando para regresar a Pusan para ser evacuada a Japón. Allí, la brigada fue reunida con refuerzos de infantería de marina para reformar la 1.ª División de Infantería de Marina, la que entonces sería parte del X Cuerpo para realizar una contraofensiva en Inchon. Sin embargo, la Gran Ofensiva de Naktong norcoreana retrasó estos planes, ya que la brigada fue necesitada para repeler un cruce norcoreano del río Naktong.
Al mismo tiempo, el 1.er y 2.º regimientos de la 9.ª División norcoreana, en su primera ofensiva de la guerra, se encontraba a solo unos pocos kilómetros de Yongsan después de realizar un exitoso cruce del río y de penetrar las líneas estadounidenses. El comandante de la división, el mayor general Pak Kyo Sam, sintió que la posibilidad de capturar Yongsan eran alta.
En la mañana del 1 de septiembre, con solo los destrozados restos de su Compañía E disponibles, el 9.º Regimiento de Infantería estadounidense, virtualmente no tenía tropas para defender Yongsan. El comandante de división, el mayor general Lawrence B. Keiser organizó unidades ad hoc utilizando sus tropas de apoyo pero ellas no fueron suficientes para contrarrestar el ataque norcoreano.
El 2 de septiembre, Walker habló por teléfono con el mayor general Doyle O. Hickey, lugarteniente del Jefe de Estado Mayor, Comando Británico de Extremo Oriente, en Tokio. Él describió la situación alrededor del Perímetro y dijo que la amenaza más seria estaba a lo largo del límite entre la 2.ª y 25.ª Divisiones de Infantería estadounidenses. Él dijo que había comenzado a mover a la 1.ª Brigada Provisional de Infantería de Marina hacia Yongsan pero que aún no la había liberado de su compromiso allí y quería asegurarse que el general de ejército Douglas MacArthur aprobada el uso de esta, dado que él sabía que interfería con los otros planes del Comando de Extremo Oriente. Walker dijo que él no pensaba que pudiera restaurar las líneas de la 2.ª División sin utilizarla. Hickey le respondió que MacArthur había aprobado el día anterior el uso de los infantes de marina si y cuando Walker lo considerar necesario. Unas pocas horas después de esta conversación, a las 13:15 horas, Walker asignó a la 1.ª Brigada Provisional de Infantería de Marina a la 2.ª División y ordenó un ataque coordinado con todos los medios disponibles de la división y de los infantes de marina, con la misión de destruir a los norcoreanos al este del río Naktong River en el sector de la 2.ª División y de restaurar la línea del río. Los infantes de marina tenían que ser liberados del control de la 2.ª División tan pronto como esta misión fuera lograda.

#### Contraofensivas
Esa tarde se realizó una conferencia en el puesto de mando de la 2.ª División estadounidense, donde asistieron los líderes del Octavo Ejército estadounidense, de la 2.ª División y de la 1.ª Brigada Provisional de Marines. Alcanzándose una decisión en la que los infantes de marina atacarían hacia el oeste a las 08:00 del 3 de septiembre a lo largo del camino Yongsan – Río Naktong, y que las tropas del Ejército estadounidense atacarían hacia el noroeste por sobre los infantes de marina e intentarían restablecer el contacto con el 23.er Regimiento de Infantería, mientras que el 2.º Batallón de Ingenieros de Combate con los restos del 1.er Batallón, 9.º de Infantería y elementos del 72.º Batallón de Tanques atacarían en el flanco izquierdo, o al sur, de los infantes de marina para restablecer el contacto con la 25.ª División.

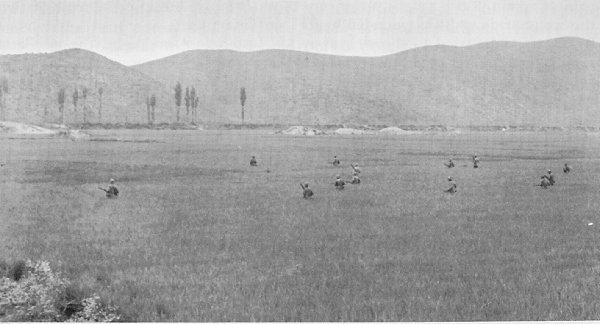
Tropas estadounidenses cruzando arrozales durante un ataque al oeste de Yongsan en septiembre de 1950.

Las tropas que mantenían esta línea en las primeras colinas al oeste de Yongsan eran la Compañía G, 9.º de Infantería, al norte del camino que iba al oeste a través de Kogan-ni hacia el Naktong; la Compañía A, 2.º Batallón de Ingenieros de Combate, al sur a través del camino; y, abajo de los ingenieros, la Compañía F, 9.º de Infantería. Entre las 03:00 y las 04:30 del 3 de septiembre, la 1.ª Brigada Provisional de Marines se movió hacia las áreas adelantadas de concentración. El 2.º Batallón, 5.º Regimiento, concentrado al norte de Yongsan, el 1.er Batallón, 5.º Regimiento, al sur de este. El 3.er Batallón, 5.º Regimiento, estableció posiciones de seguridad al suroeste de Yongsan a lo largo de las rutas de aproximación hacia el sector regimental desde esa dirección.
Los combate se iniciaron el noche del 2 de septiembre y al amanecer del 3 de septiembre, las tropas estadounidenses ganaron el terreno alto que era parte de la línea de salida designada de los infantes de marina. Con la ayuda del fuego de artillería de los tanques de la infantería de marina, la Compañía G se sobrepuso a fuerte resistencia, pero esa batalla temprana por la línea de salida retrasó el ataque planeado. El ataque de los infantes de marina se inició a las 08:55 en dirección al terreno alto en poder de los norcoreanos a 0,5 millas (805 m) hacia el oeste. El 1.er Batallón, 5.º de Infantería de Marina, al sur del camino este-oeste, ganó su objetivo cuando los soldados norcoreanos se desbandaron después de un ataque aéreo. Ataques aéreos, concentraciones de artillería y fuego de ametralladoras y fuego de fusilería del 1.er Batallón tomaron a los refuerzos norcoreanos en arrozales abiertos moviéndose desde la segunda cresta y mataron a la mayoría de ellos. En el tarde, el 1.er Batallón avanzó hacia la Colina 91.

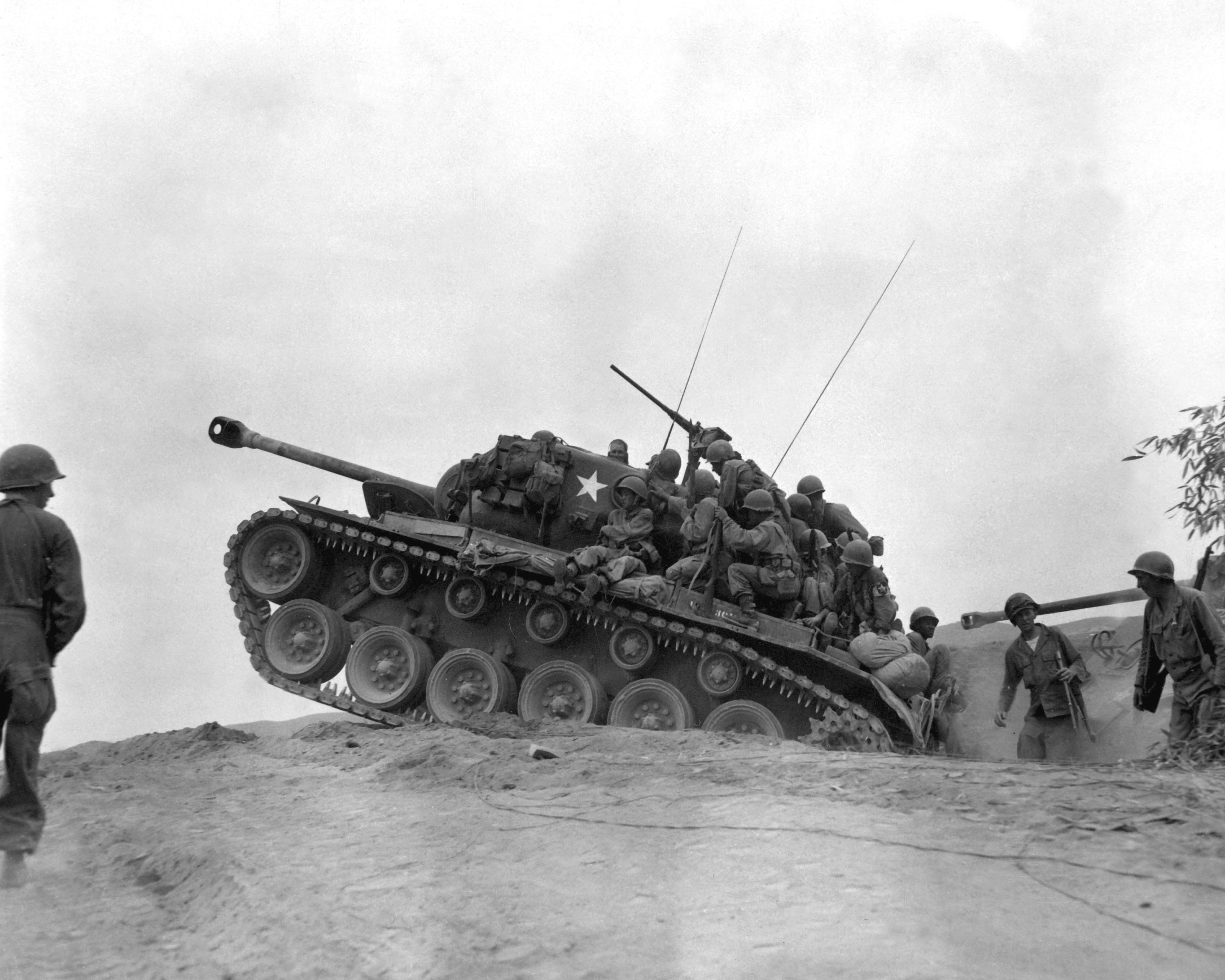
Soldados del 9.º Regimiento de Infantería esperan ataques norcoreanos que cruzan el río Naktong, 3 de septiembre.

Al norte del camino el 2.º Batallón paso momentos más difíciles, encontrando fuerte fuego norcoreano cuando alcanzó la punta norte de la Colina 116, a 2 millas (3219 m) al oeste de Yongsan. Los norcoreanos mantuvieron la colina durante el día y al anochecer la Compañía D del 5.º de Infantería de Marina los aisló allí. En el combate al oeste de Yongsan, los blindados de la Infantería de Marina destruyeron cuatro tanques T-34 y la tripulación norcoreana de un quinto lo abandonó. Esa noche los infantes de marina establecieron una línea de 2 millas (3219 m) al oeste de Yongsan. El 2.º Batallón había perdido 18 muertos y 77 heridos durante el día, la mayoría de ellos en la Compañía D. El total de bajas de los infantes de marina para el 3 de septiembre fueron 34 muertos y 157 heridos. Coordinando su ataque con el de los infantes de marina, el 9.º de Infantería avanzó a la par de ello en el norte.
Justo antes de la medianoche, el 3.er Batallón, 5.º de Infantería de Marina, recibió órdenes para pasar a través del 2.o Batallón y continuar el ataque en la mañana. Esa noche lluvias torrenciales hicieron a las tropas miserables. Los norcoreanos estuvieron inusualmente silenciosos y lanzaron pocas patrullas o ataques. En la mañana del 4 de septiembre, el clima estaba despejado. El contraataque continuo a la 08:00 del 4 de septiembre, al principio contra poca oposición. Al norte del camino el 2.º Batallón rápidamente completo la ocupación de la Colina 116, desde la cual los norcorenanos se habían retirado durante la noche. Al sur del camino el 1.er Batallón ocupó lo que parecía ser un puesto de mando de la 9.ª División norcoreana. Las tiendas aún estaban instaladas y el equipo yacía disperso al alrededor. Dos tanques T-34 en excelente condición estaban estacionados allí. Los tanques y tropas que avanzaban a lo largo del camino lo encontraron cubierto con muertos norcoreanos y equipo destruido y abandonado. Al anochecer el contraataque había ganado otros 3 millas (4828 m).
En la mañana del 5 de septiembre, después de una preparación de artillería de 10 minutos, las tropas estadounidenses avanzaron en su tercer día de contraataque. Era un día lluvioso. A medida que el ataque progresaba, los infantes de marina se acercaron a la Cresta Obong-ni y el 9.º de Infantería se acercó a la Colina Cloverleaf donde ellos habían combatido tenazmente durante la Primera Batalla de la Saliente de Naktong el mes anterior. Allí, a mitad de la mañana, en el terreno alto adelante, ellos podían ver a las tropas norcoreanas atrincherándose. Los infantes de marina se acercaron al paso entre las dos colinas y tomaron posiciones en frente del terreno alto en poder de los norcoreanos. A las 14:30 aproximadamente 300 soldados norcoreanos llegaron provenientes de la villa de Tugok y posiciones escondidas, atacando a la Compañía B en la Colina 125 justo al norte del camino y al este de Tugok. Dos tanques T-34 sorprendieron y destruyeron a los dos tanques M26 Pershing que encabezaban a los infantes de marina. Dado que los tanques Pershing destruidos bloqueaban los campos de tipo, otros cuatro se retiraron a mejores posiciones. Equipos de asalto de la Compañía B y del 1.er Batallón equipados con lanzacohetes de 3,5 pulgadas (90 mm) se apresuraron a entrar en acción, atacando a los tanques enemigos y destruyéndolos, así como un transporte blindado de personal que los seguía. El ataque de la infantería norcoreana fue brutal e infligió 25 bajas a la Compañía B antes de que refuerzos de la Compañía A y la artillería de apoyo y los morteros de 81 mm de la infantería de marina los ayudaron a repelerlos. El día 5 de septiembre fue de fuertes bajas en todas partes en el Perímetro de Pusan. Las unidades del Ejército sufrieron 102 muertos, 430 heridos y 587 perdidos en acción para un total de 1119 bajas. Las unidades de la Infantería de Marina sufrieron 35 muertos, 91 heridos y ningún perdido en acción, para un total de 126 bajas en batalla. Las bajas en batalla estadounidenses para ese día fueron de 1245 hombres.
De acuerdo a los historiadores la contraofensiva estadounidense del 3 al 5 de septiembre al oeste de Yongsan resultó en una de las debacles más sangrientas y terribles de la guerra para una división norcoreana. Incluso aunque restos de la 9.ª División norcoreana, apoyada por la debilitada 4.ª División norcoreana, mantuvieron posesión de la Cresta Obong-ni, la Colina Cloverleaf y el terreno que las rodeada hasta el Naktong para el 6 de septiembre, la capacidad ofensiva de la división había sido usada para detener el contraataque estadounidense. La 9.ª y 4.ª Divisiones norcoreanas no fueron capaces de reasumir la ofensiva.

#### Desactivación
Durante la noche previa, a las 20:00 del 4 de septiembre, Walker había ordenado a la 1.a Brigada Provisional de Infantería de Marina fuera liberada del control operacional de la 2.a División efectiva a medianoche del 5 de septiembre. A las 00:15 del 6 de septiembre, los infantes de marina comenzaron a abandonar sus líneas en la cresta de Obong-ni dirigiéndose a Pusan. Ellos se unirían al 1.er Regimiento de Marines y al 7.º Regimiento de Marines para formar la nueva 1.ª División de Marines.
Walker había protestado en vano contra la liberación de la brigada, creyendo que él la necesitaba y a todas las tropas en ese momento en Corea si él iba a detener la ofensiva norcoreana lanzada contra el Perímetro de Pusan. La orden hizo surgir una acalorado desacuerdo entre el mando de Walker y el mando de MacArthur. Walker dijo que él no podía mantener el Perímetro de Pusan sin la infantería de marina en reserva, mientras que MacArthur dijo que él no podía realizar los desembarcos en Inchon sin los infantes de marina. MacArthur respondió asignando a la reserva de Walker dos unidades recientemente llegadas de la 3.ª División de Infantería, el 17.º Regimiento de Infantería y el 65.º Regimiento de Infantería. Walker sentía que tropas sin experiencia no serían efectivas y creía que la transición ponía en peligro al Perímetro de Pusan en un momento en el que no estaba claro si se podría resistir a los norcoreanos. La brigada se movió a Japón y se fusionó con la 1.a División de Infantería de Marina. Fue desactivada como una unidad independiente por última vez el 13 de septiembre de 1950.
Brigadas permanentes de infantería de marina fueron creadas décadas más tarde y se formó la 1.ª Brigada Expedicionaria de Marines en el año 1990. Sin embargo, la 1.ª Brigada Expedicionaria de Marines no tenía relación con la unidad provisional que combatió en Corea y no asumió su linaje.

## Galardones de la unidad
Una mención o encomio de unidad es un galardón que es otorgado a una organización por la acción citada. A los miembros de la unidad que participaron en dichas acciones se les permite usar en sus uniformes dichos galardones como distintivos de cinta. Adicionalmente la unidad está autorizada a colocar los gallardetes apropiados en la bandera de la unidad. Aunque no es considerada una unidad "permanente", a la 1.a Brigada Provisional de Infantería de Marina le fueron otorgados los gallardetes de campaña por cada una de sus misiones, creando un linaje para la unidad. Estos gallardetes incluyen:
| Gallardete | Galardón                                                | Año(s) | Información adicional |
| ---------- | ------------------------------------------------------- | ------ | --------------------- |
|            | Mención Presidencial de Unidad                          | 1950   | Perímetro de Pusan    |
|            | Mención Presidencial de Unidad de la República de Corea | 1950   | Perímetro de Pusan    |
|            | Mención de Unidad de la Armada                          | 1944   | Guam, Islas Marianas  |
|            | Medalla de la Campaña Asiática-Pacífico                 | 1944   | Guam                  |
|            | Medalla de Victoria Segunda Guerra Mundial              | 1945   | Guerra del Pacífico   |
|            | Medalla de Servicio en la Defensa Nacional              | 1950   | Guerra de Corea       |
|            | Medalla de Servicio en Corea                            | 1950   | Guerra de Corea       |